# Лемер, Альфред Жан Батист
Альфред Жан Батист Лемер (фр. Alfred Jean-Baptiste Lemaire; 15 января 1842, Эр-сюр-ла-Лис, Франция — 24 февраля 1907, Тегеран) — франко-иранский композитор, основоположник академической музыки в Иране.
В 1863 г. окончил Парижскую консерваторию как флейтист и композитор, после чего поступил на военную службу. В 1868 г. был направлен в Персию, где остался на всю жизнь. Первоначально в обязанности Лемера входило преподавание в местном военном учебном заведении предмета под названием «военные марши»; он был третьим по счёту французом-преподавателем, но работа двух его предшественников была признана иранскими военными неудовлетворительной.
Постепенно сфера занятий Лемера расширялась. Его усилиями западная музыка сделалась до некоторой степени модной среди персидской аристократии. В 1873 г. он написал первый государственный гимн Ирана, исполнявшийся по разным официальным случаям на протяжении более чем 30 лет (новый гимн был утверждён в 1909 г.). Основной заслугой Лемера является первая более или менее адекватная попытка записи иранской народной музыки и её аранжировки для западных инструментов (главным образом, для фортепиано). В 1990 г. некоторые переложения Лемера были записаны на CD известным иранским пианистом Манучехром Сахбаи.
Учеником и главным продолжателем дела Лемера стал Голамреза Минбашиян.